# 플랑크톤과 캐런
플랑크톤(영어: Plankton), 본명 셸던 J. 플랑크톤(영어: Sheldon J. Plankton)과  캐런(영어: Karen)은 《네모바지 스폰지밥》의 등장인물이다.

## 캐릭터 소개
집게사장이 운영하는 집게리아 맞은편에서 패스트푸드 식당인 플랑크톤 식당(영어: Chum Bucket)을 운영하는 사장이다. 한국판 성우는 장승길, 박만영이다. 게살버거의 비법을 훔쳐내는 것이 오랜 소원이며, 지금까지 무려 25년 동안 온갖 가지 방법을 동원하여 게살버거의 비법을 훔쳐내려 하지만, 집게사장과 스폰지밥의 활약으로 번번이 실패한다. 이 때문에 집게리아가 위기에 직면할 때 플랑크톤은 집게사장과 스폰지밥의 라이벌로 등장한다. 한국판에서 플랑크톤은 117화까지 유진 크랩을 집게(영어: Mr.Krabs)이라 불렀는데, 118화부터는 집게사장이라고 부른다. 시즌 1에서 '플랭크톤 군단' 편을보면 본명이 '봉팔이'로 밝혀졌다. 영화판에선 주연 악당으로 나왔으나 스폰지밥에게 저지되었다. 징징이와 마주하면 그를 피하는 경우도 많다. 집게사장의 딸인 진주를 두려워하며 진주를 마주하면 극심한 공포를 느끼기도 한다.
집게 사장에게는 플랑크톤(영어: Plankton)이라는 라이벌이 있는데 그는 집게리아 건너편에 위치한 플랑크톤 상점(Chum Bucket→춤 버킷)이라는 저급 패스트푸드 레스토랑을 운영하고 있는 작고 푸른 초식 동물이다. 플랑크톤은 크랩스가 운영하고 있는 인기 많은 식당인 집게리아의 대표 메뉴인 게살버거(Krabby Patties→크래비 패티)의 비법을 훔치기 위해 대부분의 시간을 할애하며 집게리아를 폐업시키려고 한다. 전에는 둘의 사이가 좋았지만, 어쩌다 보니 지금은 라이벌이다. 플랑크톤이 목표를 이루기 위해 실행하는 계획의 대부분은 지능적이고 냉소적인 그의 컴퓨터 아내인 캐런(영어: Karen)이 고안한 것이다. 그녀는 플랭크톤보다 유능하고 겸손한 성격이다. 스폰지밥이 크러스티 크랩에서 일하지 않을 때 그는 퍼프가 운영하는 보트 운전 학교에서 종종 출연한다. 스폰지밥은 끊임없이 운전 면허증 취득 시험에서 떨어지기 때문에 거의 항상 걸어다닌다.
요리 솜씨가 지나칠 정도로 형편 없어서 플랑크톤 버거에서는 하수구 맛이 날 정도로 맛이 없으며 그래서 플랑크톤 식당은 반쯤 폐업한 상태이다. 그럼에도 불구하고 계속 가게를 유지하는 이유는 비키니 시티 시립 교도소에 급식을 납품하는 업체가 바로 플랑크톤 식당이기 때문이다.
플랑크톤이 운영하는 식당에 고정되어 있으나 실제로는 바퀴가 달려 있어서 자신이 원하면 이동도 가능하다. 
플랑크톤이 운영하는 식당에 고정되어 있으나 실제로는 바퀴가 달려 있어서 자신이 원하면 이동도 가능하다. 
플랑크톤이 운영하는 식당에 고정되어 있으나 실제로는 바퀴가 달려 있어서 자신이 원하면 이동도 가능하다. 고성능 컴퓨터이며 단순한 컴퓨터가 아니라 몸 안에 무기를 내장하고 있어서 전투력도 막강하다.

## 성격
못된 일을 하기 좋아하는 성격이며, 징징이와도 조금 유사한 성격이다. 징징이와 협조 하기도 하였으나, 그렇지 않을 때가 더 많다. 집게사장을 증오하며, 스폰지밥도 역시 혐오한다. 특히, 게살버거를 좋아하며, 어떻게 해서든지 그 게살버거의 비법을 훔치려는 끈기를 가지고 집게리아에 종종 잡입한다.
자기가 노력해서 이루려는 성격은 거의 없으며 항상 남이 노력해서 만든 것을 가로채려 하는 이기주의자이다.

## 다른 캐릭터와의 관계

### 집게사장(Eugene Krabs)
라이벌이며, 사이가 좋지 않다. 그래서 게살버거 비법을 그에게서 훔치기 위해서 어떠한 행위를 마다 하지 않지만 대부분 실패한다. 플랑크톤과 집게사장의 과거를 담은 에피소드에 따르면 둘은 과거 매우 친했던 사이로 묘사된다.

### 스폰지밥(Spongebob Squarepants)
라이벌 관계이며, 게살버거 비법을 훔칠때마다, 매번 스폰지밥에게 걸린다.  하지만, 플랑크톤을 무시하거나 홀대하는 집게사장과는 다르게 스폰지밥은 플랑크톤에게 잘해주기도 하였다.

### 뚱이(Patrick star)
많은 관계에 있지는 않아 보이지만, 일부 에피소드에서는 잠시 동안 고용하기도 하였다.

### 징징이(Squidward Q. Tentacles)
징징이 역시 많은 관계에 있지는 않지만,
시즌 8 ' 찌꺼기 찜 요리 '편에서는 징징이가 플랑크톤 식당에 가서 할머니의 찜 요리 비법을 통해 물고기 찌꺼기를
찜 요리로 만들었다. 만든 찜 요리가 너무 맛있어 가게가 대박이 나는 바람에 집게리아를 거의 망하게 만들었지만, 곧 비법의 주인인 징징이 할머니가 비법을 가져가 버리자 결국 쫄딱 망했다. 이 전설의 찜 요리는 손님이 밀려 예약한지 대략 2년이 지나야 사 먹을 수 있다고 한다.

## 같이 보기
- 네모바지 스폰지밥
- 요각류
- 컴퓨터